# Baeyer-Drewsen-Reaktion
Die Baeyer-Drewsen-Reaktion, auch Baeyer-Drewsen-Indigosynthese genannt, ist eine Namensreaktion der organischen Chemie, welche 1882 erstmals von Adolf Baeyer (1835–1917) und Viggo Drewsen (1858–1930) vorgestellt und nach ihnen benannt wurde. Bei dieser Reaktion handelt es sich um eine Synthese von Indigo aus 2-Nitrobenzaldehyd und Aceton.

## Übersichtsreaktion
Bei der Baeyer-Drewsen-Reaktion entsteht Indigo durch eine Kondensationsreaktion von 2-Nitrobenzaldehyd und Aceton in der Anwesenheit von verdünnter Natronlauge.

## Reaktionsmechanismus
Die Reaktion beginnt mit einer Aldoladdition von Aceton an o-Nitrobenzaldehyd 1. Anschließend wird das Intermediat 2 in γ-Stellung zur Nitrogruppe deprotoniert (Vinylogie-Prinzip). Durch die Deprotonierung des daraus entstandenen Enols werden die Elektronen zur Nitrogruppe verschoben. Dadurch wird die Aromatizität des Benzols wiederhergestellt und es bildet sich nach Protonierung von Intermediat 4 und anschließender Eliminierung von OH− die Nitrosoverbindung 6. Nach Deprotonierung dieser greift das dabei gebildete Enolat die Nitrosogruppe an und es kommt zum Ringschluss. Das Intermediat 8 wird protoniert. Anschließend wird ähnlich wie bei der Acetessigestersynthese Essigsäure eliminiert. Dann kommt es ausgehend von Intermediat 11 zu einer E1cb Reaktion und es entsteht Intermediat 12. Dieses Intermediat reagiert dann in einer schnelleren Reaktion mit einem weiteren Molekül 11 zu Intermediat 13, welches dann nach Protonierung mit einer Dehydration und einer Isomerisierung zum Produkt 16 (Indigo) reagiert. Die zwei Schritte ab Intermediat 14 laufen jeweils über eine Enolat-Zwischenstufe mit der jeweils benachbarten Ketogruppe ab.
Wichtige Anmerkungen zum Reaktionsmechanismus:
- Wie von Gómez et al. beschrieben sind einige falsche Mechanismen im Umlauf. Beispielsweise wird die Reduktion der Nitrogruppe oft durch einen direkten Angriff eines Enolats auf diese dargestellt. Genauso wie Hydriddonoren wie Natriumborhydrid Nitrogruppen nicht reduzieren können, funktioniert das mit Enolaten auch nicht. Über den hier dargestellten Mechanismus werden die zur Reduktion nötigen Elektronen jedoch durch das bereits bestehende konjugierte System auf die Nitrogruppe übertragen. Ein weiteres Beispiel einer solchen Reaktivität ist die interne Redoxreaktion von o-Nitrotoluol zu Anthranilsäure.[4]

- Intermediat 11 kann auf zwei Reaktionswegen weiter reagieren. Zum einen ist eine E1cb Reaktion zum 3H-Indol-3-on (12) möglich. Zum anderen kann es mit einem weiteren Molekül 12 zum Intermediat 13 reagieren. Dabei wird das Kohlenstoffgrundgerüst von Indigo gebildet. Da Intermediat 11 in seiner Enolatform ein Indol-Derivat ist, wird das Molekül durch die Resonanzenergie soweit stabilisiert, dass es nicht sofort vollständig zu Molekül 12 abreagiert, sondern mit einem weiteren Molekül 12 auch zu Intermediat 13 reagieren kann.[4]

## Modifikation
Adolf Baeyer entdeckte 1880–1882 zwei Synthesewege zur Herstellung von Indigo. Der 2. Syntheseweg lief über die Zimtsäure. Dieses Verfahren konnte sich jedoch nicht durchsetzen.

## Anwendung
Die größte Anwendung der Baeyer-Drewsen-Reaktion liegt in der Synthese von Indigo-Derivaten. Außerdem kann es zum Testen des Vorhandenseins von Methylketonen verwendet werden.